# Noureddine Neggazi
Noureddine Neggazi (en arabe : نور الدين نقازي), est un footballeur international algérien né le 7 août 1962 à Alger. Il évoluait au poste d'avant centre.

## Biographie
Noureddine Neggazi reçoit trois sélections en équipe d'Algérie entre 1986 et 1990, inscrivant deux buts. Il joue son premier match en équipe nationale le 23 août 1986, en amical contre la Malaisie (score : 2-2). Il joue son dernier match le 12 janvier 1990, en amical contre le Mali (victoire 5-0).
Au cours de sa carrière en club, il évolue en Algérie et en Turquie. Il joue principalement en faveur du club algérien du CR Belouizdad. Il inscrit sept buts en championnat avec cette équipe lors de la saison 1992-1993. Il remporte par ailleurs une Coupe d'Algérie avec le club de Belouizdad.

## Palmarès
- Vainqueur de la Coupe d'Algérie en 1995 avec le CR Belouizdad.
- Finaliste de la Coupe d'Algérie en 1988 avec le CR Belouizdad.
- Vainqueur de la Supercoupe d'Algérie en 1995 avec le CR Belouizdad.

### En Sélection
- Vainqueur de la Coupe de l'independance d'Indonésie - Jakarta 1986